# Johan Lammerts
Johan Lammerts (Bergen op Zoom, 2 oktober 1960) is een Nederlands voormalig wielrenner. Zijn belangrijkste zeges zijn de Ronde van Vlaanderen in 1984 en een Tour-etappe in 1985. Hij reed voor ploegen als TI-Raleigh, Panasonic en Toshiba-La Vie Claire.
Lammerts heeft na zijn carrière als renner, bijna 20 jaar voor de Koninklijke Nederlandse Wielren Unie gewerkt. Vanaf 2006 was Lammerts bondscoach veldrijden, hij was ook actief bij het vrouwenwielrennen en vanaf 2013 bondscoach bij de profs. Daarna werd hij Technisch Directeur en Manager Sporttechnische Zaken.

## Belangrijkste overwinningen
1984
- Eindklassement Ronde van Nederland
- Ronde van Vlaanderen

1985
- GP Wielerrevue
- 20e etappe Tour de France

1988
- 4e etappe deel b Kellogg's Tour of Britain

1989
- 4e etappe Vuelta a los Valles Mineros

1990
- 1e etappe Ronde van Ierland

1991
- 5e etappe Ronde van Mexico

## Resultaten in voornaamste wedstrijden
| Jaar | Ronde van Italië | Ronde van Frankrijk | Ronde van Spanje |
| ---- | ---------------- | ------------------- | ---------------- |
| 1983 |                  | 72e                 |                  |
| 1984 |                  |                     |                  |
| 1985 |                  | 75e (1)             |                  |
| 1986 | 70e              |                     |                  |
| 1987 | 120e             |                     |                  |
| 1988 | 105e             | 130e                |                  |
| 1989 | 136e             | 123e                |                  |
| 1990 | 159e             |                     |                  |
| 1991 |                  |                     |                  |
| 1992 | 134e             |                     |                  |

| Jaar | Milaan-San Remo | Gent-Wevelgem | Ronde van Vlaanderen | Parijs-Roubaix | Amstel Gold Race | Parijs-Brussel | Waalse Pijl | Omloop Het Volk |  | Wereldranglijsten |
| ---- | --------------- | ------------- | -------------------- | -------------- | ---------------- | -------------- | ----------- | --------------- |  | ----------------- |
| 1983 |                 |               | 15e                  |                |                  | 5e             |             |                 |  |                   |
| 1984 |                 | 113e          | ↑                    |                |                  | 15e            |             | 5e              |  | 19e (SPP)         |
| 1985 |                 | 43e           |                      | 21e            | 9e               |                | 59e         |                 |  |                   |
| 1986 | 33e             | 13e           | 16e                  |                |                  |                |             |                 |  |                   |
| 1987 |                 |               | 63e                  |                | 55e              |                |             |                 |  |                   |
| 1988 | 106e            |               | 23e                  | 10e            | 44e              | 34e            |             | Zilver          |  | 82e (UWB)         |
| 1989 |                 | 87e           | 9e                   | 10e            | 35e              |                |             |                 |  | 71e (UWB)         |
| 1990 |                 | 133e          |                      |                |                  | 11e            |             | 6e              |  |                   |
| 1991 | 109e            | 46e           |                      |                |                  | 80e            |             |                 |  |                   |
| 1992 | 107e            |               |                      |                |                  |                |             |                 |  |                   |